# Kopiłowci (obwód Montana)
Kopiłowci (bułg. Копиловци) – wieś w Bułgarii, w obwodzie Montana, w gminie Georgi Damjanowo. Według Ujednoliconego Systemu Ewidencji Ludności oraz Usług Administracyjnych dla Ludności, miejscowość zamieszkuje 559 mieszkańców.